# Polymixis aphrodite
Polymixis aphrodite is een vlinder uit de familie uilen (Noctuidae). De wetenschappelijke naam is voor het eerst geldig gepubliceerd in 1987 door Fibiger.
De soort komt voor in Europa.